# At Your Inconvenience
At Your Inconvenience è il secondo album studio del rapper britannico Professor Green, pubblicato il 28 ottobre 2011. Il primo singolo promozionale At Your Inconvenience è stato pubblicato il 26 luglio 2011, mentre il primo singolo ufficiale Read All About It il 21 settembre 2011.

## Tracce
1. At Your Inconvenience - 3:33
2. D.P.M.O. - 3:58
3. Read All About It (featuring Emeli Sandé) - 3:55
4. Trouble (featuring Luciana) - 3:39
5. Spinning Out (featuring Fink) - 4:15
6. Remedy (featuring Ruth Anne) - 3:15
7. How Many Moons - 4:04
8. Avalon (featuring Sierra Kusterbeck) - 4:44
9. Astronaut - 3:54
10. Doll - 4:09
11. Never Be a Right Time (featuring Ed Drewett) - 3:20
12. Today I Cried - 5:45
13. Nightmares (featuring Royce da 5'9'' & Kobe) - 3:39
14. Forever Falling (featuring Haydon)  - 5:05
15. Into the Ground - 4:26
16. Upper Clapton Dance (featuring Chynaman & Cores (Hidden Track))  - 3:45

iTunes bonus track
1. Coming to Get Me - 3:28
2. At Your Inconvienience (Music Video)
3. Read All About It (Music Video)

## Classifiche
| Classifica (2011) | Posizione più alta |
| ----------------- | ------------------ |
| Scozia            | 5                  |
| Regno Unito       | 3                  |